# Ceratovacuna silvestrii
Ceratovacuna silvestrii är en insektsart. Ceratovacuna silvestrii ingår i släktet Ceratovacuna och familjen långrörsbladlöss. Inga underarter finns listade i Catalogue of Life.